# Becky Sharp (opera teatrale)
Becky Sharp è una commedia drammatica scritta nel 1899 da Langdon Mitchell che si basa su La fiera della vanità, romanzo di William Makepeace Thackeray pubblicato nel 1848. 
A Broadway, lo spettacolo andò in scena la prima volta il 12 settembre 1899, interpretato - nel ruolo del titolo - da Mrs. Fiske che, insieme a Fred Williams, ne curò la regia, oltre ad esserne anche produttrice.
A Broadway, la commedia andò in scena quattro volte: nel 1899, nel 1904, nel 1911 e nel 1929.

## Cast della prima (Broadway 12 settembre 1899)
- Mrs. Fiske: Becky Sharp
- Maurice Barrymore: Rawdon Crawley
- Tyrone Power, Sr.: marchese di Steyne
- Wilfred North: William Dobbin
- Zenaidee Williams: Amalia Sedley
- Stanley Rignold: George Osborne
- Leonora Stonehill: Lady Jane Crawley
- Ida Waterman: Miss Crawley
- William F. Owen: Joseph Sedley
- Robert V. Ferguson: Sir Pitt Crawley
- Charles Plunkett: Pitt Crawley
- Neil Grey: generale Tufto
- Olive Hoff: Lady Thistlewood
- Ethelwyn Holt: Fifine
- Agnes Bruce: duchessa di Buccleugh
- Jean Chamblin: marchesa de Steyne
- B. B. Belcher: duca di Brunswick
- Frank Reicher: Fritz
- George P Bonn: maggiore Blenkinsop
- William L. (W.L.) Branscombe: Lord Bareacres
- Francesca Lincoln: Lady Bareacres

## Adattamenti
Dalla commedia nel 1935 è stato realizzato il film Becky Sharp con la regia di Rouben Mamoulian.